# Рейтер, Януш
Януш Станислав Рейтер (пол. Janusz Stanisław Reiter) (родился 6 августа 1952 года, Косьцежина, Польская Народная Республика) — польский дипломат, публицист, эксперт в области международных отношений. Бывший посол Польши в Германии (1990—1995) и США (2005—2007).

## Биография
В 1971 году закончил Общеобразовательный лицей в Косцежине, после чего поступил на факультет германистики Варшавского университета, который закончил в 1976 году. Работал журналистом изданий «Życie Warszawy» (1977—1981), «Przegląd Katolicki» (1984—1989), «Polityka Polska» (1989) и «Gazeta Wyborcza» (1989—1990). В 1989—1990 также был публицистом Польского телевидения. С 1980 года принимал участие в деятельности профсоюза «Солидарность».
С 24 августа 1990 года по 12 июля 1995 года был послом Польши в Германии. В 1996 году был одним из основателей Совета Заграничной Политики, членом которого оставался до июля 2001 года. В 1996—1999 работал политическим комментатором еженедельника «Rheinischer Merkur». В 1996 году основал независимую организацию международной политики и безопасности «Центр международных отношений».
В 2005—2008 годах посол Польши в США, затем специальный посланник в Международной комиссии по смене климата и организатор климатических конференций в Познани и Копенгагене. Был также вице-президентом «Presspublica Sp. z.o.o.».
С 2010 года снова президент «Центра международных отношений».
Автор множества публикаций и книг. Публиковался, среди прочего в «Frankfurter Allgemeine Zeitung», «Die Weltwoche», «The Washington Post», «The Wall Street Journal», «Die Zeit», а также в польской прессе. Лауреат премии Viadrina-Preis Университета Виадрина (Франкфурт-на-Одере) и почётного титула College of the Atlantic (США). Награждён Большим крестом со звездой и плечевой лентой ордена «За заслуги перед Федеративной Республикой Германия». Почётный гражданин Косцежины.
Женат. Жена Ганна. Две дочери.